# Volkswagen Caddy
La Volkswagen Caddy es una furgoneta pequeña del fabricante alemán Volkswagen. Algunos de sus rivales actuales son la Fiat Doblò, la Ford Connect, la Peugeot Partner, la Renault Kangoo y la Opel Combo. Existen tres generaciones de la Caddy, que están relacionadas con cuatro modelos distintos de la marca. 
- La primera generación (Tipo 14D; 1980-1995) está derivada del Volkswagen Golf I.
- La segunda generación (Tipo 9U; 1996) deriva del Škoda Felicia que es la versión pickup y la versión furgoneta se denomina (Tipo 9K; 1996-2004) está basada en la plataforma del Volkswagen Polo III y del SEAT Ibiza II
- La tercera generación (Tipo 2K; 2005-presente) deriva de la plataforma del Volkswagen Touran.

## Primera generación
La primera generación del Volkswagen Caddy (nomenclatura interna Typ 14) fue inicialmente concebida para el mercado estadounidense y así dar competencia a modelos tan exitosos en esa época como el Subaru Brat y el Ford Courier (que entonces era una Pick Up Mazda comercializada por Ford. Al inaugurarse la planta de Pensilvania se concibió este modelo que recibió el nombre de "Volkswagen Rabbit Pick Up". Inicialmente estuvo disponible en dos niveles de equipamiento: "Rabbit Pick Up LX" y "Rabbit Pick Up Sportruck". Su producción para el mercado estadounidense fue entre 1979 y 1982. El nombre Caddy nunca fue utilizado para este mercado, en virtud de que en los Estados Unidos se refiere a los modelos de Cadillac.
A partir de 1982 y hasta 1992, su producción se emplaza hacia la planta de Volkswagen-TAS localizada en Sarajevo, Bosnia y Herzegovina, debutando con el nombre de Caddy en los mercados europeos. Igualmente, su producción comienza en Sudáfrica donde se seguía produciendo hasta hace poco (2008). Aunque inicialmente se conoce como Caddy, en años posteriores cambia su nombre al de Volkswagen Pick Up para no caer en conflicto con generaciones más recientes del Caddy que conservan ese nombre.

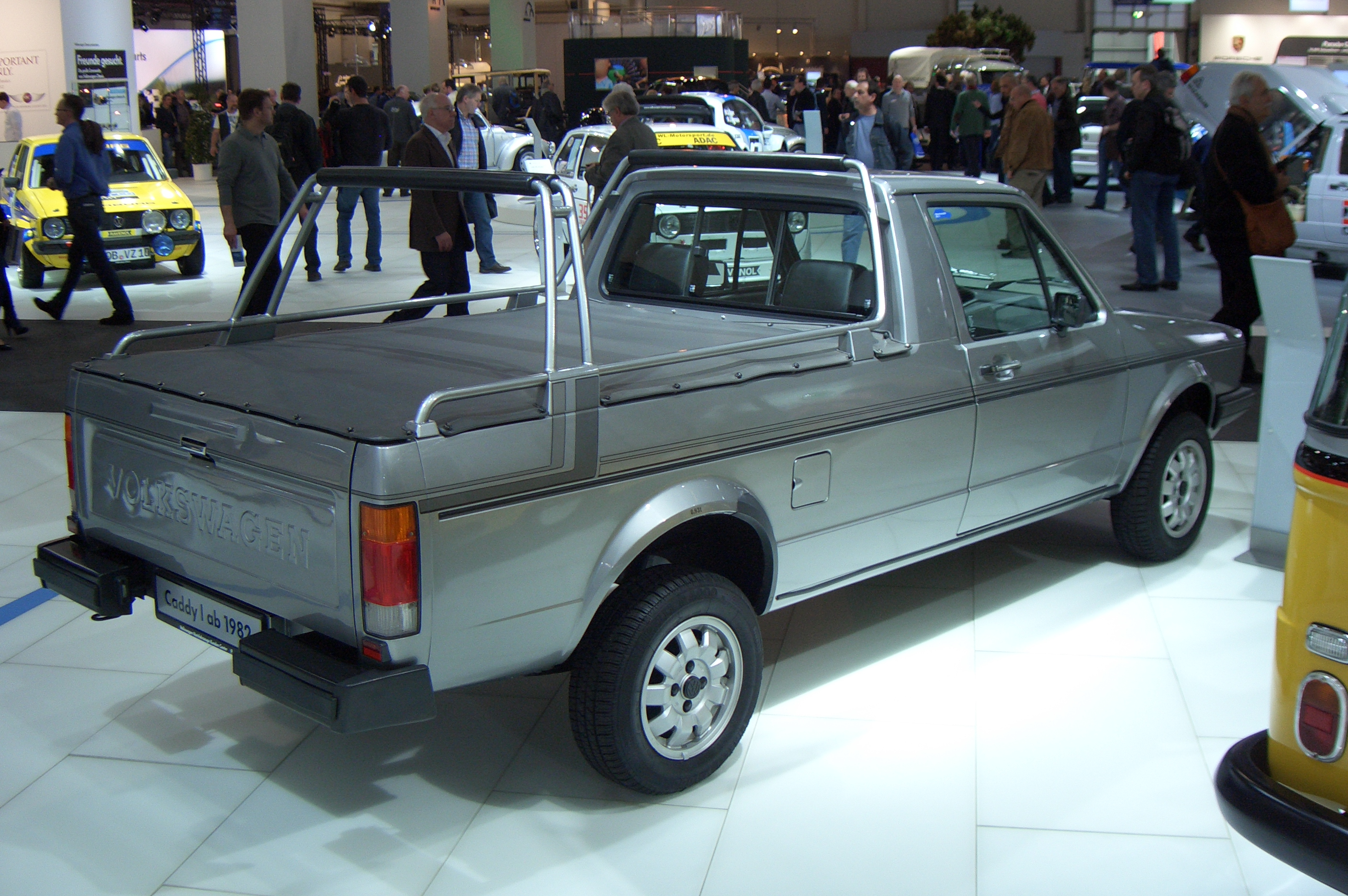
Caddy primera generación vista trasera Pick Up .

## Segunda generación
La segunda generación se divide en 2 variantes totalmente diferentes además de ser distintos desarrollos con diferentes plataformas. 

### Segunda generación 9U
En 1996 aparece la segunda generación de la vw Caddy en versión Pick Up desarrollada a partir del Škoda Felicia

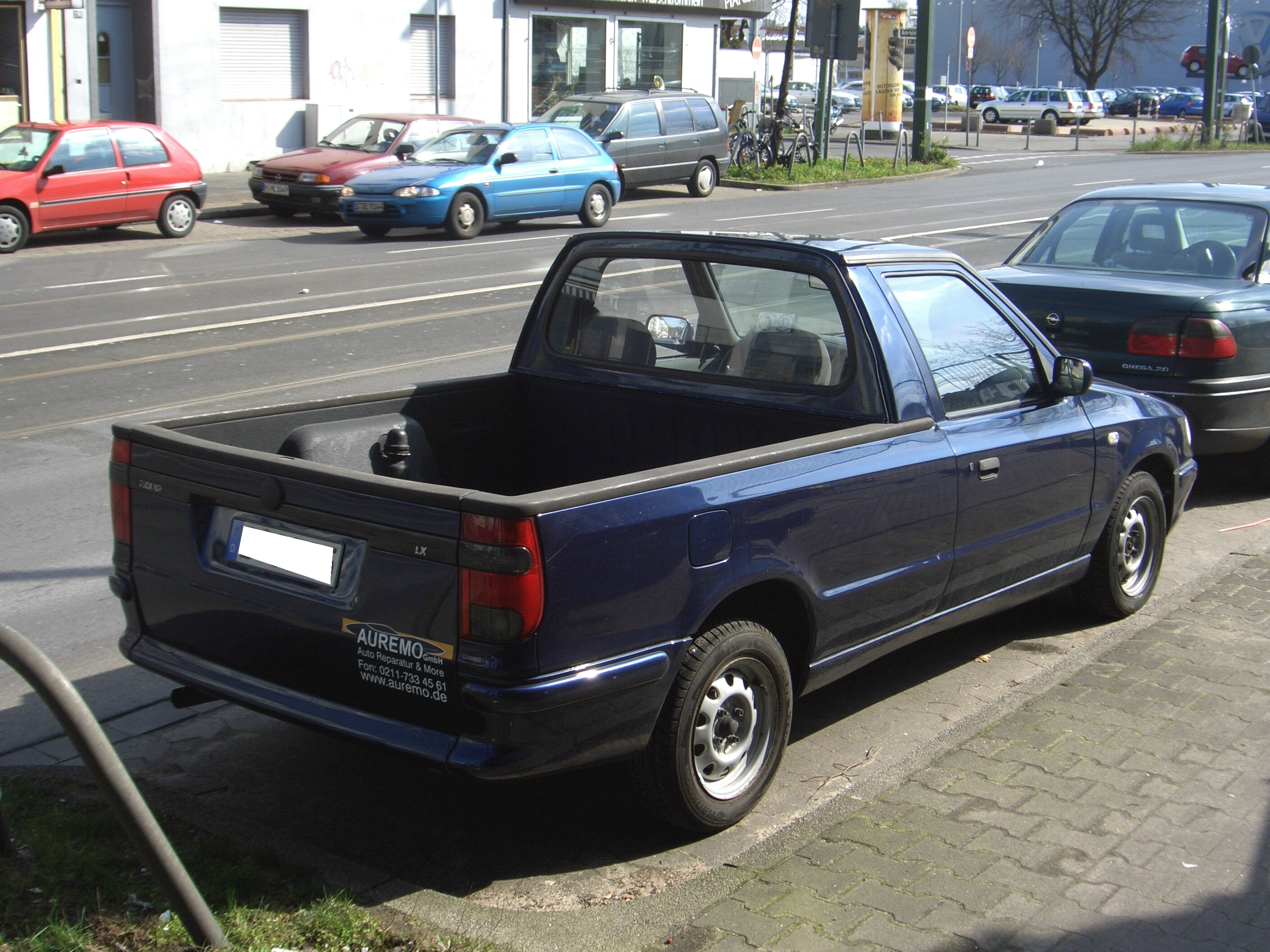
Caddy segunda generación vista trasera.

### Segunda generación 9K
La segunda generación de la Caddy también se vendió en variante furgoneta remarcada bajo la SEAT Inca que eran exactamente iguales salvo algún detalle estético que reflejan cada marca. Los motores eran todos de cuatro cilindros en línea. Los gasolina eran un 1.4 litros de 60 o 75 CV, y un 1.6 litros de 90 CV. Los diésel eran un 1.9 litros atmosférico con inyección indirecta o directa de 64 CV, y un 1.9 litros con turbocompresor e inyección directa de 90 CV.
La VW Caddy II se mantuvo en producción en Argentina hasta 2008, donde se le realizó un rediseño en 2005 solo para el mercado americano que afecta al frontal mismo que el SEAT Ibiza 6K GP01. 
En el caso de la SEAT Inca, en Argentina se fabricó entre 1999 y 2001, totalizando 2705 entre todas las versiones (1.6 Mi y SD).
En 1996 se desarrolló un prototipo sobre esta generación incluyéndole una especie de maletero en el techo, este modelo se denominó Caddy Vantasy.
Mecánicas fase 1 (2004-2010)

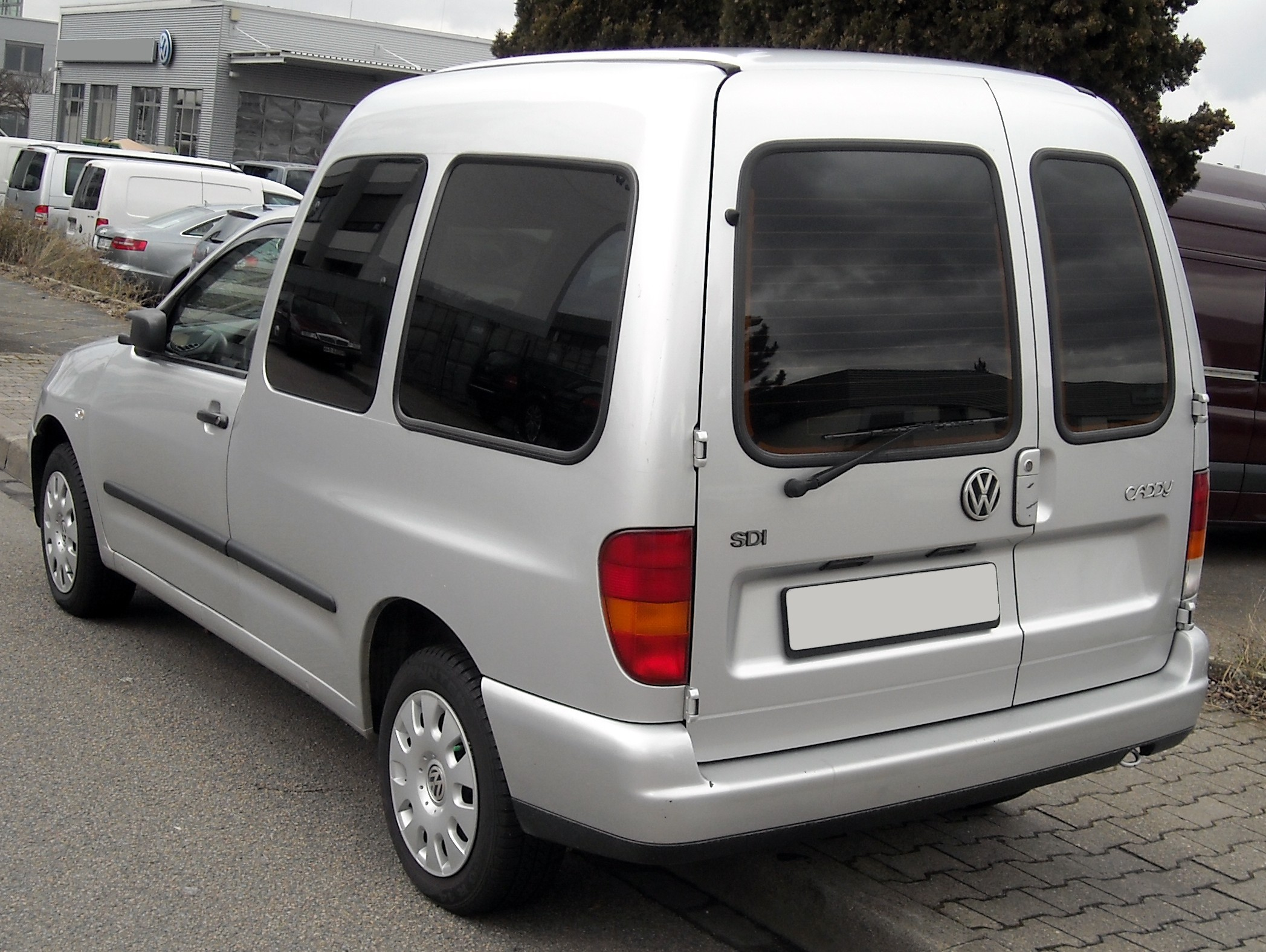
Caddy segunda  generación vista trasera.
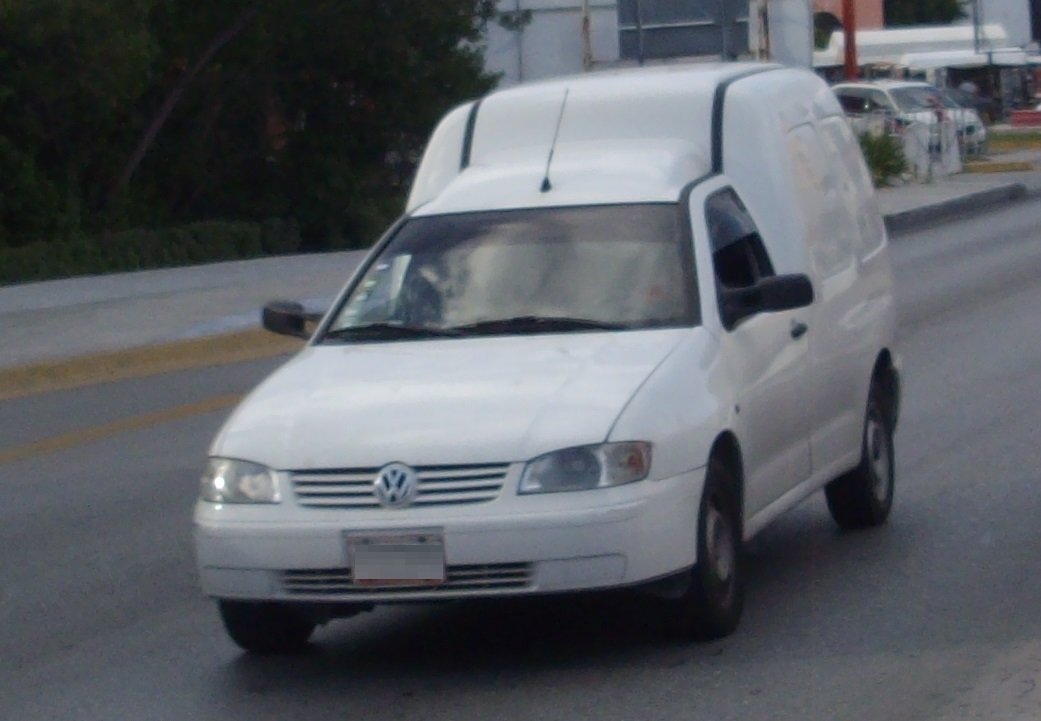
Cuando recibe el restyling con el nuevo frontal, según el país americano donde se comercialice, el modelo se le conoce con los nombres VW Derby van o VW Pointer Van.

## Tercera generación
La Tercera generación de la Caddy existe en numerosas versiones: de carga y dos plazas, de pasajeros de cinco plazas, y de pasajeros de siete plazas. En los tres casos, se ofrece con batalla corta y batalla larga ("Caddy Maxi"). Las puertas laterales traseras son corredizas; según el nivel de equipamiento y formato, puede haberlas a ambos lados, del lado del acompañante o ninguna.
Los motores gasolina de la Caddy IV son un 1.4 litros de 80 CV y un 1.6 litros de 102 CV, en ambos casos atmosféricos y con inyección indirecta. Los diésel son un 2.0 litros atmosférico de 70 CV, 1.9 litros turbocomprimido de 75 o 105 CV, y un 2.0 litros turbocomprimido de 140 CV; los tres tienen inyección directa con alimentación por inyector-bomba. En algunos países también se ofrece un motor que funciona a gas natural comprimido de 2.0 litros y 110 CV.

### Mecánicas fase 1 (2004-2010)
| Mecánica               | Código del Motor | Cilindrada | Cilindros | Potencia (Cv/kW @ rpm) | Par Máximo (NM @ rpm) | Diámetro x Carrera | V.Max (km/h) | 0-100 km/h (segundos) | Transmisión                    | Años de producción | Notas             |
| ---------------------- | ---------------- | ---------- | --------- | ---------------------- | --------------------- | ------------------ | ------------ | --------------------- | ------------------------------ | ------------------ | ----------------- |
| 1.4 16V 75             | BCA              | 1390 cc    | 4         | 75/55 @ 5000           | 127 @ 3300            | 76,5 x 75,6 mm     | Combi: 148   | Combi: 17,9           | Manual,5v                      | 02/2004-05/2006    |                   |
| 1.4 16V 80             | BUD              | 1390 cc    | 4         | 80/59 @ 5000           | 132 @ 3800            | 76,5 x 75,6 mm     | Combi: 151   | Combi:16,6            | Manual,5v                      | 05/2006-08/2010    |                   |
| 1.6 MPi 102            | BSE/BSF          | 1598 cc    | 4         | 102/75 @ 5600          | 148 @ 3800            | 81 x 77,4 mm       | Combi: 164   | Combi: 13,7           | Manual,5v                      | 04/2004-08/2010    |                   |
| 2.0 Ecofuel 109        | BSX              | 1985 cc    | 4         | 109/80 @ 5400          | 160 @ 3500            | 82,5 x 92,8 mm     | Combi: 169   | Combi: 13,8           | Manual,5v                      | 04/2006-08/2010    | Gas Natural,GNC   |
| 2.0 SDi 70             | BST              | 1968 cc    | 4         | 69/51 @ 4000           | 140 @ 2200            | 81 x 95,5 mm       | Combi: 142   | Combi: 20,5           | Manual,5v                      | 02/2004-08/2010    |                   |
| 1.9 TDi 75             | BSU              | 1896 cc    | 4         | 75/55 @ 4000           | 210 @ 1900            | 79,5 x 95,5 mm     | Combi: 150   | Combi: 17,7           | Manual,5v                      | 09/2005-08/2010    |                   |
| 1.9 TDi 90             |                  | 1896 cc    | 4         | 90/66 @ 4000           | 250 @ 1900            | 79,5 x 95,5 mm     | 160          | 14,2                  | Manual,5v                      | 2004-2010          | Solo Caddy furgón |
| 1.9 TDi 105            | BLS              | 1896 cc    | 4         | 105/77 @ 4000          | 250 @ 1900            | 79,5 x 95,5 mm     | Combi: 166   | Combi: 13,3           | Manual,5v                      | 02/2004-08/2010    |                   |
| 1.9 TDi 105 Bluemotion | BLS              | 1896 cc    | 4         | 104/76 @ 4000          | 250 @ 1900            | 79,5 x 95,5 mm     | 170          | 13,3                  |                                | 2010-2010          | Solo Caddy combi  |
| 1.9 TDi 105 DSG        | BLS              | 1896 cc    | 4         | 105/77 @ 4000          | 250 @ 1900            | 79,5 x 95,5 mm     | Combi: 166   | Combi: 13,3           | Automático-Secuencial,6v (DSG) | 2006-08/2010       |                   |
| 1.9 TDi 105 4Motion    | BLS              | 1896 cc    | 4         | 105/77 @ 4000          | 250 @ 1900            | 79,5 x 95,5 mm     | Combi: 166   | Combi: 13,9           | Manual,6v                      | 11/2008-08/2010    |                   |
| 2.0 TDi 140            | BMM              | 1968 cc    | 4         | 140/103 @ 4000         | 320 @ 2500            | 81 x 95,5 mm       | Combi: 186   | Combi: 11,1           | Manual,6v                      | 11/2007-09/2010    |                   |

### Mecánicas fase 2 (2009-2015)
| Mecánica                   | Código del Motor | Cilindrada | Cilindros | Potencia (Cv/kW @ rpm) | Par Máximo (NM @ rpm) | Diámetro x Carrera | V.Max (km/h) | 0-100 km/h (segundos) | Transmisión                    | Años de producción | Notas            |
| -------------------------- | ---------------- | ---------- | --------- | ---------------------- | --------------------- | ------------------ | ------------ | --------------------- | ------------------------------ | ------------------ | ---------------- |
| 1.2 TSi 85                 | CFHE             | 1197 cc    | 4         | 86/63 @ 4800           | 160 @ 1500-3500       | 71 x 75,6 mm       | Combi: 155   | Combi: 14,7           | Manual,5v                      | 11/2010-05/2015    |                  |
| 1.2 TSi 105                | CBZB             | 1197 cc    | 4         | 105/77 @ 5000          | 175 @ 1550-4100       | 76,5 x 75,6 mm     | Combi: 169   | Combi: 12,7           | Manual,5v                      | 09/2010-05/2015    |                  |
| 1.6 LPG 102                | CHGA             | 1598 cc    | 4         | 102/75 @ 5600          | 148 @ 3800            | 81 x 77,4 mm       | Combi: 164   | Combi: 14,3           | Manual,5v                      | 05/2011-05/2015    | Gas Licuado, GLP |
| 2.0 Ecofuel 109            | BSX              | 1985 cc    | 4         | 109/80 @ 5400          | 160 @ 3500            | 82,5 x 92,8 mm     | Combi: 169   | Combi: 14,8           | Manual,5v                      | 08/2010-05/2015    | Gas Natural,GNC  |
| 1.6 TDi 75                 | CAYE             | 1598 cc    | 4         | 75/55 @ 3000           | 225 @ 1500-2250       | 79,5 x 80,5 mm     | Combi: 151   | Combi: 17,6           | Manual,5v                      | 08/2010-05/2015    |                  |
| 1.6 TDi 102                | CAYD             | 1598 cc    | 4         | 102/75 @ 4400          | 250 @ 1500-2500       | 79,5 x 95,5 mm     | Combi: 170   | Combi: 12,9           | Manual,5v                      | 08/2010-05/2015    |                  |
| 1.6 TDi 102 DSG            | CAYD             | 1598 cc    | 4         | 102/75 @ 4400          | 250 @ 1500-2500       | 79,5 x 95,5 mm     | Combi: 168   | Combi: 13             | Automático-Secuencial,6v (DSG) | 08/2010-05/2015    |                  |
| 1.6 TDi 102 Bluemotion     | CAYD             | 1598 cc    | 4         | 102/75 @ 4400          | 250 @ 1500-2500       | 79,5 x 95,5 mm     | Combi: 170   | Combi: 13,4           | Manual,5v                      | 2011-05/2015       |                  |
| 1.6 TDi 102 Bluemotion DSG | CAYD             | 1598 cc    | 4         | 102/75 @ 4400          | 250 @ 1500-2500       | 79,5 x 95,5 mm     | Combi: 168   | Combi: 13,5           | Automático-Secuencial,7v (DSG) | 2012-05/2015       |                  |
| 2.0 TDi 85                 | CFHE             | 1968 cc    | 4         |                        |                       | 81 x 95,5 mm       |              |                       | Manual,5v                      | 11/2010-05/2015    |                  |
| 2.0 TDi 110 4Motion        | CFHF             | 1968 cc    | 4         | 110/81 @ 4200          | 280 @ 1750-2750       | 81 x 95,5 mm       | Combi: 170   | Combi: 12,8           | Manual,6v                      | 08/2010-05/2015    |                  |
| 2.0 TDi 140                | CFHC             | 1968 cc    | 4         | 140/103 @ 4200         | 320 @ 1750-2500       | 81 x 95,5 mm       | Combi: 186   | Combi: 10,8           | Manual,6v                      | 11/2010-05/2015    |                  |
| 2.0 TDi 140 DSG            | CFHC             | 1968 cc    | 4         | 140/103 @ 4200         | 320 @ 1750-2500       | 81 x 95,5 mm       | Combi: 186   | Combi: 10,6           | Automático-Secuencial,6v (DSG) | 11/2010-05/2015    |                  |
| 2.0 TDi 140 Bluemotion     | CFHC             | 1968 cc    | 4         | 140/103 @ 4200         | 320 @ 1750-2500       | 81 x 95,5 mm       | Combi: 186   | Combi: 10,5           | Manual,6v                      | 2012-05/2015       |                  |
| 2.0 TDi 140 Bluemotion DSG | CFHC             | 1968 cc    | 4         | 140/103 @ 4200         | 320 @ 1750-2500       | 81 x 95,5 mm       | Combi: 186   | Combi: 10,9           | Automático-Secuencial,6v (DSG) | 2012-05/2015       |                  |
| 2.0 TDi 170                | CFJA             | 1968 cc    | 4         | 170/125 @ 4200         | 350 @ 1750-2500       | 81 x 95,5 mm       | Maxi: 196    | Maxi: 8,5             | Manual,6v                      | 05/2012-05/2015    | Solo Caddy Maxi  |
| 2.0 TDi 170 DSG            | CFJA             | 1968 cc    | 4         | 170/125 @ 4200         | 350 @ 1750-2500       | 81 x 95,5 mm       |              |                       | Automático-Secuencial,6v (DSG) | 05/2012-05/2015    |                  |

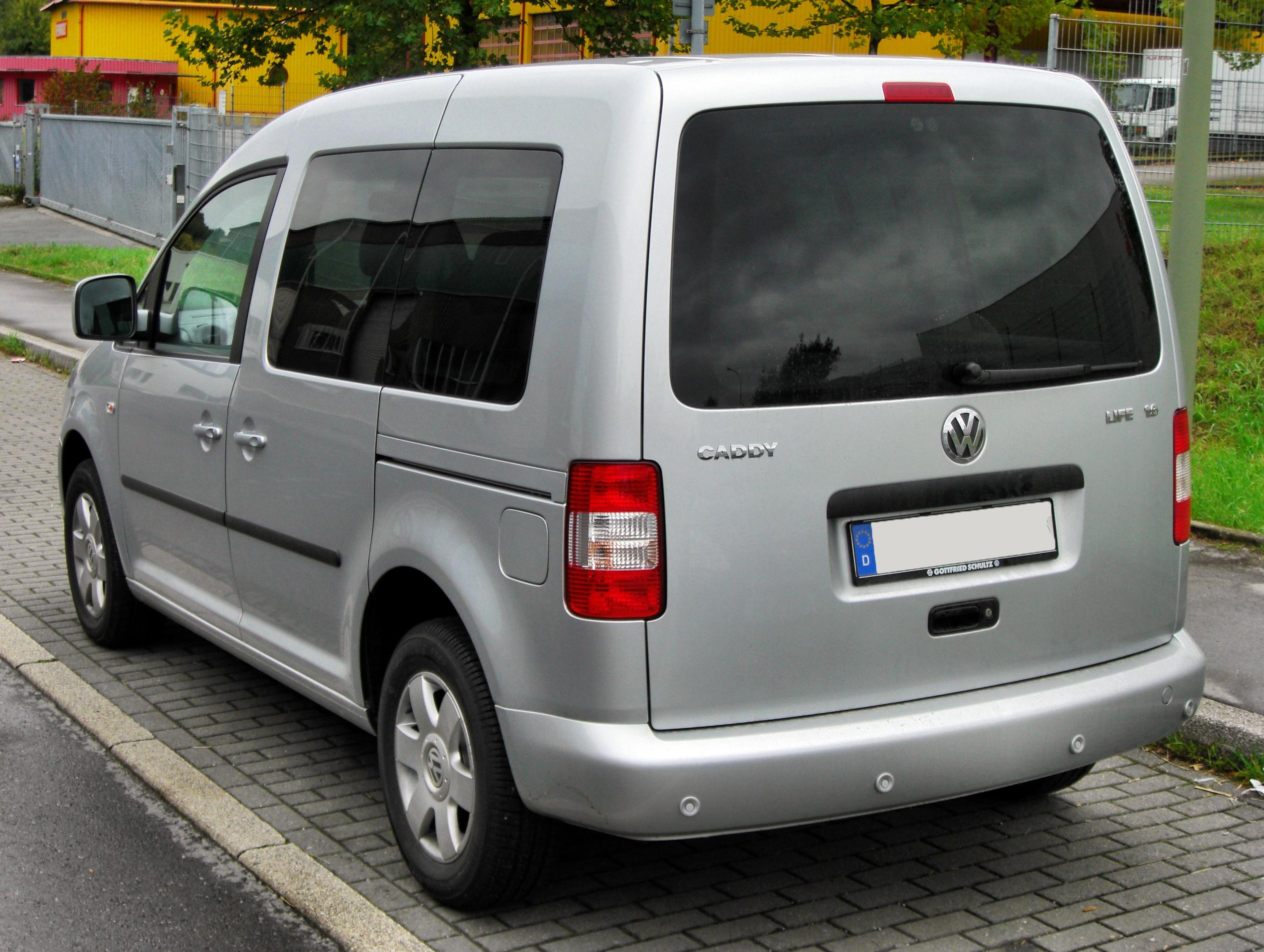
Caddy Tercera generación vista trasera.
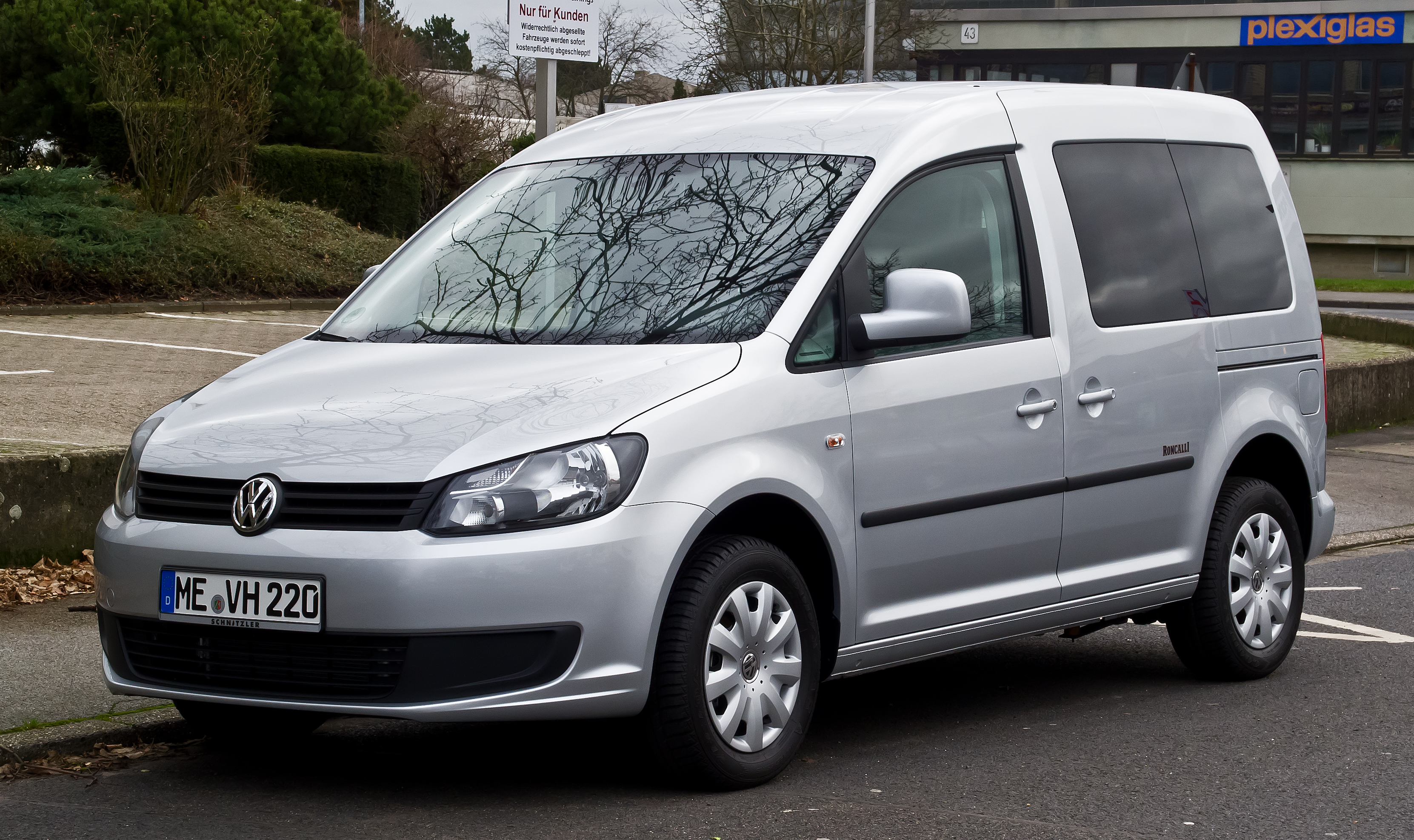
Caddy Tercera generación restyling (2009-2015)
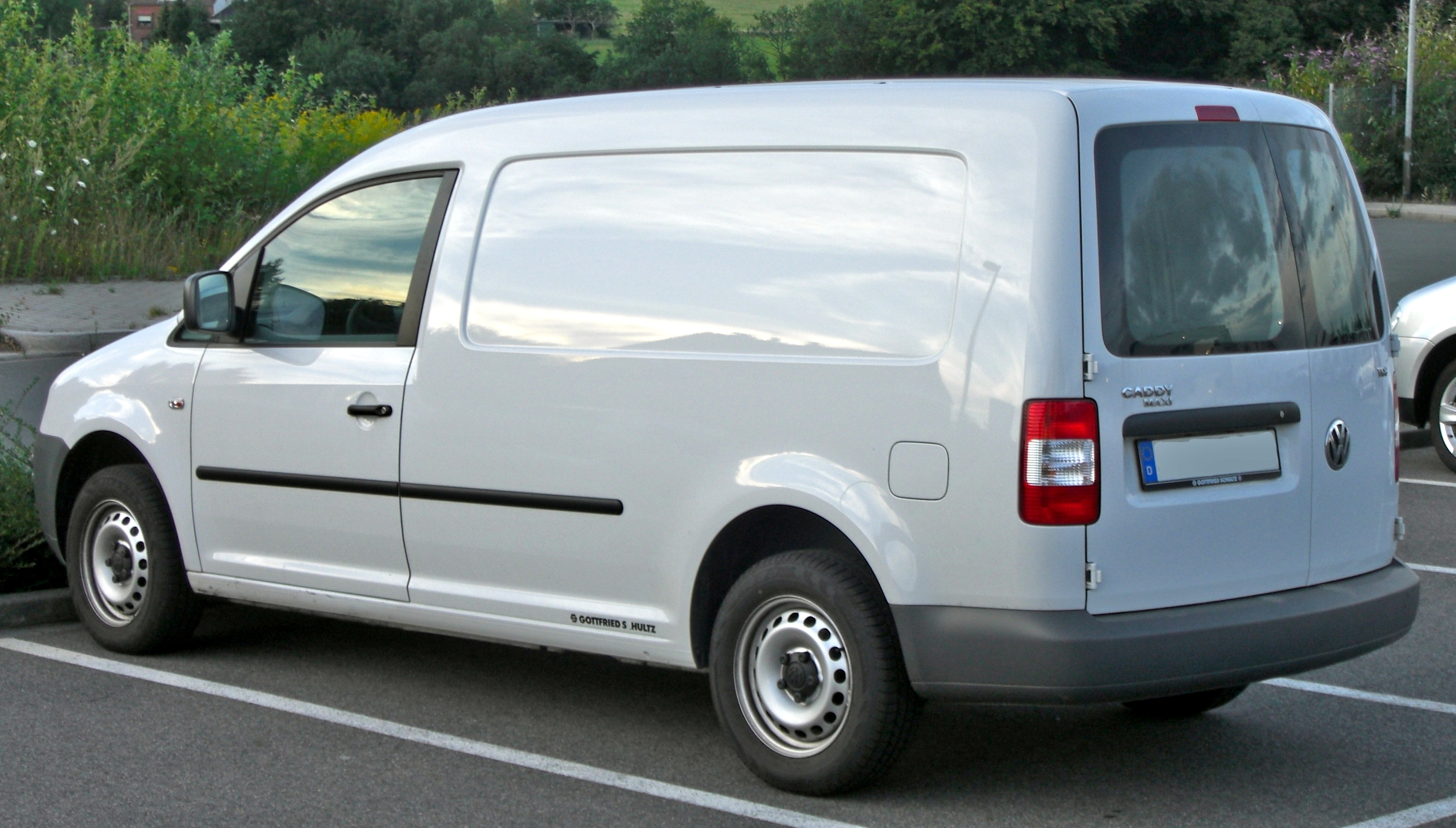
Caddy maxi Tercera generación vista trasera.

### e-caddy 100% eléctrica
ABT ha desarrollado el nuevo modelo de furgoneta eléctrica, está equipada con una batería de 37,3 kWh y es propulsada por un motor eléctrico de 83 kW (113 CV) y 200 Nm de par máximo. Capaz de alcanzar una velocidad máxima de 90 km/h (opcionalmente se puede aumentar hasta los 120 km/h). Tiene una autonomía de 159 kilómetros con una sola carga según el ciclo WLTP.
La batería puede ser cargada completamente en unas cinco horas si empleamos un punto de carga de 7,2 kW de CA. 
En una estación de carga rápida (CCS) de 50 kW obtendremos el 80% de la capacidad de la batería en, aproximadamente, 50 minutos. 

## Rediseño final
Fue presentada oficialmente en febrero de 2015, el cual se empezaran a comercializar en el mes de julio en España.

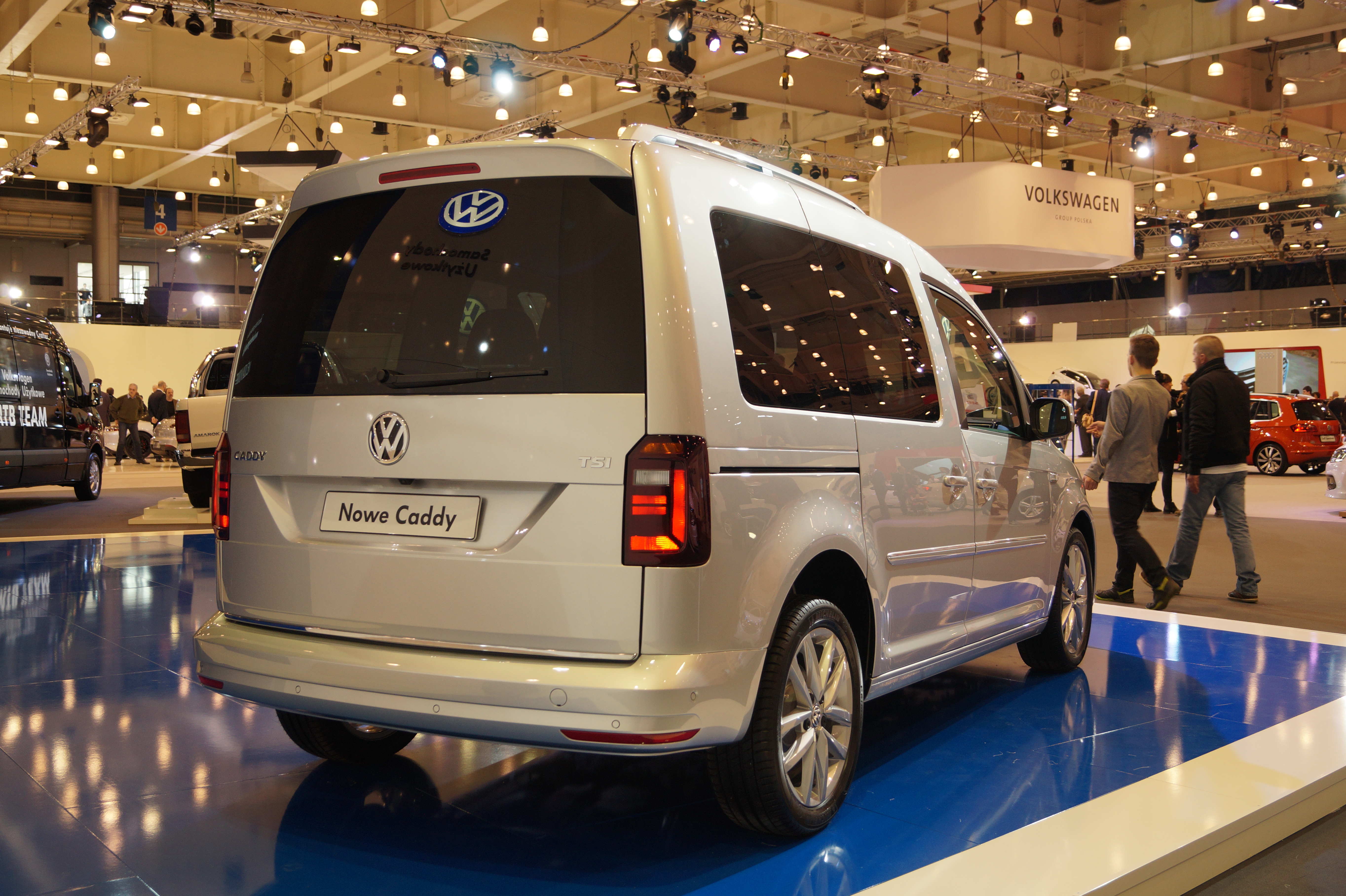
Caddy 2015 vista trasera.